# Club de Fútbol Pachuca
Il Club de Fútbol Pachuca, più semplicemente Pachuca, è una società calcistica di Pachuca, in Messico. Milita nella Primera División messicana.
Fondato il 28 novembre 1901, è il club di più vecchia fondazione tra quelli della Primera División nazionale. Dal 1998 milita ininterrottamente nella Liga MX. Da allora è uno dei club di maggiore successo nel panorama nazionale, avendo conquistato sette campionati nazionali, sei Coppe dei Campioni CONCACAF/Champions League/CONCACAF Champions Cup (2002, 2007, 2008, 2010, 2017 e 2024), una Challenger Cup (2024), un Derby delle Americhe (2024) e una Coppa Sudamericana (2006), torneo quest'ultimo di cui il Pachuca è stato il primo, e finora unico, vincitore non affiliato alla CONMEBOL. Il club vanta inoltre un successo nella SuperLiga nordamericana (2007).
Il Pachuca ha partecipato a quattro edizioni della Coppa del mondo per club FIFA. Nel 2007 e nel 2010 è stato eliminato al secondo turno, rispettivamente dall'Étoile du Sahel e dal Mazembe. Nel 2008 si è classificato quarto, perdendo contro il Gamba Osaka, mentre nel 2017 è arrivato terzo, battendo l'Al-Jazira.
Disputa le partite interne allo stadio Hidalgo.

## Storia
Il Pachuca Athletic Club nacque nel 1901 su iniziativa di alcuni minatori britannici emigrati dalla Cornovaglia che lavoravano per la Compañía Real del Monte y Pachuca. Il gruppo praticava il calcio nel tempo libero dal lavoro nelle miniere di proprietà di William Blamey. Fu Alfred C. Crowle a introdurre ai minatori la pratica sportiva, insegnando loro le regole del calcio.
Il 19 luglio 1907 fu costituita ufficialmente la Primera División messicana e il Pachuca ne fu uno dei membri fondatori.
Nel 1908 in squadra entrò il primo messicano, David Islas. Dal 1910 al 1912, a causa della rivoluzione messicana, il calcio messicano fu decimato: rimasero solo tre club, tra cui il Pachuca. Nel 1915 la maggior parte dei calciatori del club era di nazionalità messicana. Dal 1917 al 1920 il Pachuca dell'allenatore britannico Alfred C. Crowle vinse due titoli nazionali. Nel 1921 gran parte dei calciatori si spostò a Città del Messico.
Dopo decenni di crisi, nel 1967 la squadra vinse il campionato di Segunda División e tornò in Primera. Nei primi anni '70 il club retrocesse nuovamente in seconda serie. La promozione in Primera non arrivò prima della stagione 1992-1993, ma il ritorno in seconda serie fu immediato. Con la creazione della Primera División A, poi ridenominata Liga de Ascenso, in luogo della Segunda División, nel 1994, il Pachuca fu da subito una delle squadre di vertice, ma perse lo spareggio-promozione con l'Atlético Celaya. Nel 1995-1996, vincendo la Primera A, tornò finalmente in Primera División, ma anche in tal caso la retrocessione dalla massima serie fu immediata.
Con la suddisivisione della stagione in due porzioni (inverno ed estate), il Pachuca vinse il torneo invernale e, battendo il Tigrillos nella finale dei play-off, riguadagnò la massima serie nel 1997-1998. Nel 1998-1999, sotto la guida di Javier Aguirre, ottenne la salvezza in Primera per la prima volta dopo trent'anni, grazie ad un pareggio contro l'Atlante allo Stadio Azteca di fronte a 30.000 spettatori.
Nel torneo invernale del 1999, contro tutti i pronostici, il Pachuca vinse per la prima volta nella propria storia il titolo messicano, superando il Cruz Azul grazie al golden goal dell'argentino Alejandro Glaria. Il successo valse la partecipazione alla Copa Merconorte. Nel 2001 la squadra di Aguirre fu finalista del torneo estivo del campionato messicano, ma perse contro il Santos Laguna all'Estadio Corona di Torreón. Questo periodo fu segnato dalla tragica scomparsa del calciatore Pablo Hernán Gómez, morto in un incidente d'auto il 29 gennaio 2001. Alla fine del 2001 Aguirre fu chiamato ad allenare il Messico e fu rimpiazzato da Alfredo Tena, che condusse il Pachuca alla finale del torneo invernale del 2001. Contro il Tigres UANL all'Estadio Universitario il Pachuca si aggiudicò il suo secondo titolo nazionale.
Nel 2001 il Pachuca divenne il primo club calcistico professionistico del Messico a festeggiare i 100 anni di storia.
Nel 2002 vinse la CONCACAF Champions' Cup, battendo in finale i connazionali del Monarcas Morelia e laureandosi campione del Centro America per la prima volta.
Nel 2003 la squadra allenata da Víctor Manuel Vucetich vinse il terzo titolo nazionale, battendo ancora il Tigres UANL, ancora una volta nello stadio dei rivali. Dal 2003 al 2006 il club non riuscì per due volte consecutive ad approdare ai play-off del campionato, ma il presidente Jesús Martínez promise un ritorno ai vertici della Primera División.
Con la vittoria del Clausura 2006 in finale contro il San Luis, arrivata dopo il primo posto nella stagione regolare, ottenne per la prima volta il successo in campionato disputando il ritorno della finale in casa. Nel dicembre 2006 il Pachuca vinse la Coppa Sudamericana, battendo nella doppia finale il Colo-Colo.
Nell'aprile 2007 il Pachuca si aggiudicò la CONCACAF Champions' Cup, battendo in finale il Guadalajara e ottenendo così il suo secondo alloro continentale.
Il 27 maggio 2007 vinse anche il quinto titolo messicano, il Clausura 2007, sconfiggendo in finale l'América. In 17 mesi vinse dunque 4 trofei, 2 nazionali e 2 internazionali.
Nel 2007 il Pachuca vinse la SuperLiga nordamericana nella prima edizione di questa competizione, riservata a squadre messicane e statunitensi. In finale prevalse sul LA Galaxy ai rigori (1-1 dopo 120 minuti di gioco). Per il Pachuca fu il quinto trofeo vinto in 15 mesi.
Grazie al successo in campionato poté disputare anche la CONCACAF Champions' Cup 2008, torneo in cui si confermò campione del Centro America battendo, nell'aprile 2008, il Saprissa nella doppia finale.
Nel Clausura 2009 arrivò a disputare la finale, persa contro il Pumas UNAM. Nell'aprile 2010 vinse la CONCACAF Champions League battendo in finale i connazionali del Cruz Azul. Nel Clausura 2010 (denominato Bicentenario 2010) fu sconfitto in semifinale dal Toluca.
Nel Clausura 2014 giunse in finale, ma perse contro il León dopo i tempi supplementari. Il nuovo titolo arrivò nel Clausura 2016, che il Pachuca vinse battendo nella doppia finale il Monterrey.
Nell'aprile 2017 vinse la CONCACAF Champions League battendo nella doppia finale i connazionali del Toluca. Grazie al successo partecipò, nel dicembre 2017, alla Coppa del mondo per club FIFA, dove eliminò il Wydad Casablanca prima di perdere la semifinale contro il Grêmio, per poi vincere la finale di consolazione contro l'Al-Jazira e ottenere il terzo posto finale.
Il club tornò al successo in campionato vincendo l'Apertura 2022, battendo nella doppia finale il Toluca.
Nel 2024 si aggiudicò la CONCACAF Champions Cup battendo per 3-0 in finale gli statunitensi del Columbus Crew. Partecipò così all'edizione inaugurale della Coppa Intercontinentale FIFA, dove superò in semifinale l'Al-Ahly ai tiri di rigore, per poi soccombere nella finale contro il Real Madrid (3-0).

## Colori e simboli

### Evoluzione della divisa
Divisa casalinga
| 1902 | 1905 | 1920 | Anni '50 | 1964 | 1972 | Anni '80 |

Divisa da trasferta
| 1902 | 1905 | 1920 | Anni '50 | 1964 | 1972 | 1983 |

## Giocatori

### Numeri ritirati
| N.  |                       | Ruolo | Calciatore         |
| --- | --------------------- | ----- | ------------------ |
| 1   | Messico (bandiera)    | P     | Miguel Calero      |
| 8   | Messico (bandiera)    | C     | Gabriel Caballero  |
| 17  | Costa Rica (bandiera) | A     | Hernán Medford     |
| 20  | Argentina (bandiera)  | A     | Pablo Hernán Gómez |
| 110 | Messico (bandiera)    | C     | Andrés Chitiva     |

### Migliori marcatori
| No. | Giocatore          | Periodo                           | Reti nei tornei nazionali |
| --- | ------------------ | --------------------------------- | ------------------------- |
| 1   | Gabriel Caballero  | 1999-2002 / 2003-2004 / 2005-2009 | 54                        |
| 2   | Juan Carlos Cacho  | 2004-2008 / 2009-2010             | 53                        |
| 3   | Christian Giménez  | 2006-2009                         | 46                        |
| 4   | Sergio Santana     | 2001-2005                         | 44                        |
| 5   | Andrés Chitiva     | 2001-2008 / 2011                  | 37                        |
| 6   | Alejandro Glaría   | 1998-2000                         | 26                        |
| 7   | Lorenzo Sáez       | 1996-1997                         | 25                        |
| 8   | Pablo Hernán Gómez | 1999-2001                         | 21                        |
| 9   | Luis Ángel Landín  | 2004-2007                         | 20                        |
| 10  | Ulises Mendívil    | 2009-2010                         | 14                        |

## Palmarès

### Competizioni regionali
- Copa Pachuca: 3

2000, 2004, 2009

### Competizioni nazionali
- Primera División de México: 7

Invierno 1999, Invierno 2001, Apertura 2003, Clausura 2006, Clausura 2007, Clausura 2016, Apertura 2022
- Coppa del Messico: 2

1907-1908, 1911-1912
- Primera División A: 2

1995-1996, Invierno 1997

### Competizioni internazionali
- CONCACAF Champions' Cup/Champions League: 6

2002, 2007, 2008, 2009–2010, 2016–2017, 2024
- Coppa Sudamericana: 1

2006
- Challenger Cup: 1

2024
- Derby delle Americhe: 1

2024

### Altre competizioni
- SuperLiga nordamericana: 1

2007

## Organico

### Rosa 2025-2026
Aggiornata al 4 agosto 2025.
| N. |                       | Ruolo | Calciatore        |
| -- | --------------------- | ----- | ----------------- |
| 2  | Argentina (bandiera)  | D     | Sergio Barreto    |
| 3  | Messico (bandiera)    | D     | Alonso Aceves     |
| 4  | Brasile (bandiera)    | D     | Eduardo Bauermann |
| 5  | Messico (bandiera)    | C     | Pedro Pedraza     |
| 6  | Colombia (bandiera)   | C     | Nelson Deossa     |
| 7  | Portogallo (bandiera) | C     | William Carvalho  |
| 8  | Messico (bandiera)    | C     | Bryan González    |
| 10 | Brasile (bandiera)    | A     | John Kennedy      |
| 11 | Marocco (bandiera)    | C     | Oussama Idrissi   |
| 13 | Messico (bandiera)    | P     | Carlos Rodas      |
| 14 | Messico (bandiera)    | C     | Alfonso González  |
| 15 | Messico (bandiera)    | C     | Israel Luna       |
| 16 | Brasile (bandiera)    | A     | Alemão            |
| 18 | Messico (bandiera)    | A     | Alexéi Domínguez  |

| N.  |                      | Ruolo | Calciatore                |
| --- | -------------------- | ----- | ------------------------- |
| 19  | Messico (bandiera)   | C     | Javier Eduardo López      |
| 22  | Argentina (bandiera) | D     | Gustavo Cabral (capitano) |
| 23  | Venezuela (bandiera) | A     | Salomón Rondón            |
| 24  | Messico (bandiera)   | D     | Luis Rodríguez            |
| 25  | Messico (bandiera)   | P     | Carlos Moreno             |
| 26  | Messico (bandiera)   | C     | Alán Bautista             |
| 27  | Messico (bandiera)   | A     | Owen González             |
| 28  | Messico (bandiera)   | C     | Elías Montiel             |
| 29  | Brasile (bandiera)   | C     | Kenedy                    |
| 31  | Messico (bandiera)   | P     | José Eulogio              |
| 32  | Messico (bandiera)   | D     | Carlos Sánchez            |
| 33  | Ecuador (bandiera)   | D     | Andrés Micolta            |
| 35  | Messico (bandiera)   | D     | Jorge Berlanga            |
| 154 | Libano (bandiera)    | D     | Pedro Budib               |